# Weg-Ziel-Theorie
Die Weg-Ziel-Theorie, auch bekannt als Weg-Ziel-Modell, ist ein Führungsmodell, das von Martin G. Evans, einem ehemaligen Universitätsprofessor an der University of Toronto, und Robert House, einem Absolventen der Ohio State Universität, in den Jahren 1970 und 1971 entwickelt und später weiter von ihnen überarbeitet wurde. Die Theorie besagt, dass das Verhalten einer Führungskraft die Zufriedenheit, Motivation und Arbeitsleistung seiner Mitarbeiter beeinflusst. Nach der überarbeiteten Version haben Führungskräfte durch ihr eigenes Verhalten die Möglichkeit, die Fähigkeiten und Mängel ihrer Mitarbeiter zu ergänzen und zu kompensieren. Laut Robert House und John Antonakis können die aufgabenorientierten Elemente der Weg-Ziel-Theorie auch als eine Form der instrumentellen Führung gesehen werden.

## Geschichtlicher Hintergrund
Die ersten Ansätze der Weg-Ziel-Theorie wurden von Martin G. Evans’ Arbeit (1970) inspiriert. In ihr wurde das Verhalten von Führungskräften sowie das Verhalten von Mitarbeitern beschrieben. Die Theorie Evans' besagte, dass ein bestimmtes Verhalten zu einem bestimmten Ergebnis führt. Von besonderer Bedeutung in Evans' Theorie war die Wahrnehmung der untersuchten Personen, welche bewerten sollten, ob ein bestimmtes Verhalten (Weg) sie zu einem bestimmten Ergebnis (Ziel) führte. Daher bekam die Theorie auch den Namen Weg-Ziel-Theorie. Evans stellte des Weiteren fest, dass Arbeiter, die Belohnungen für das Erfüllen von Zielen erwarten dürfen, bessere Leistungen erbringen. Führungskräfte, die ihre Mitarbeiter belohnen, werden dadurch als effektiver wahrgenommen. Die Weg-Ziel-Theorie wurde auch von der VIE-Theorie (Valenz-Instrumentalitäts-Erwartungstheorie) nach Victor Vroom aus 1964 beeinflusst,  welche besagt, dass die Haltung und das Verhalten von Individuen durch die unterschiedlichen Ergebnisse ihres Verhaltens beziehungsweise ihrer Arbeit und durch eine Evaluation dieser Ergebnisse vorhergesagt werden können.

## Weg-Ziel-Theorie
Die Weg-Ziel-Theorie gründet auf den Forschungen von Martin G. Evans aus dem, Jahr 1970. Ein Jahr später, 1971, hat Robert House die Theorie aufgegriffen und erweitert. In den folgenden Jahren haben sowohl Evans als auch House weiter an der Theorie geforscht und sie überarbeitet.

### Weg-Ziel-Theorie nach Evans (1970)
Die ersten Ansätze Evans, die 1970 erstellt wurden, versuchen die Zusammenhänge zwischen dem Verhalten einer Führungskraft und der Motivation der Mitarbeiter zu erklären. Hierfür entwickelte Evans drei Gleichungen, aus denen sich die Theorie zusammensetzt: die Motivationsgleichung, die Verhaltensgleichung und die Ergebnisgleichung.
- Motivationsgleichung: Die Motivation für ein bestimmtes Verhalten setzt sich zusammen aus der wahrgenommenen Weg-Ziel-Instrumentalität und aus der Bedeutung des Ziels.
- Verhaltensgleichung: Wie oft ein „Weg“, also eine Handlungsoption, eingeschlagen wird, hängt von der Motivation und den Fähigkeiten der Arbeitskräfte ab.
- Ergebnisgleichung: Wie gut ein Ziel erreicht wird hängt davon ab, wie oft ein Weg tatsächlich eingeschlagen wird und von der tatsächlichen Weg-Ziel-Instrumentalität.[9]

### Weg-Ziel-Theorie nach House (1971)
Im Jahr 1971 erweiterte Robert House die Weg-Ziel-Theorie dahingehend, dass er der Theorie mit seiner Motivationsgleichung eine weitere Ebene hinzufügte und sie mehr auf die tatsächliche Arbeitswelt bezog.
Um die tatsächliche Motivation der Arbeitskräfte zu berechnen, hat House folgende Formel aufgestellt:
| M   | motivation                        | Motivation                                                                                              |
| IVB | intrinsic valence of the activity | Intrinsische Valenz der Aktivität; wie viel Spaß eine Aktivität macht                                   |
| E1  | performance expactancy            | Wahrnehmung, dass die Bemühungen bei einer Aktivität in tatsächliche Leistung umgewandelt werden können |
| IVA | intrinsic valence of success      | Intrinsische Valenz des Erfolges; wie viel Spaß ein erfolgreiches Abschließen der Aktivität macht       |
| E2i | reward expectancies               | Wahrnehmung der Wahrscheinlichkeit, dass ein Erfolg extrinsisch belohnt wird                            |
| EVi | valencies of extrinsic rewards    | extrinsische Valenz des Erfolges; Attraktivität der Belohnung                                           |

Diese Formel soll es Führungskräften ermöglichen Situationen besser zu analysieren. Weiters sollen Führungskräfte die Formel anwenden, um fehlende motivationale Aspekte zu erkennen und zu kompensieren.
Laut House's Weg-Ziel Theorie aus 1971, wird der Aufgabenbereich einer Führungskraft darin gesehen, Hilfestellungen für die Mitarbeiter anzubieten. Eine Führungskraft soll die anderen Mitarbeiter dabei unterstützen, die bestmöglichen Wege auszuwählen um ihr arbeitstechnisches Ziel zu erreichen. Hierbei sind auch die organisatorischen Ziele inkludiert. Nach House's Ansatz der Weg-Ziel-Theorie müssen Führungskräfte unterschiedliche Arten von Führungsverhalten an den Tag legen können, die sie, je nach der jeweiligen Situation, anpassen sollen. Außerdem sollten sie auch darauf achten, dass die Ziele der einzelnen Mitarbeiter mit den Zielen des gesamten Unternehmens vereinbar sind.
House's Weg-Ziel-Theorie besagt, dass Mitarbeiter das Verhalten einer Führungskraft dann als akzeptabel ansehen, wenn es für sie als eine Quelle der Zufriedenheit fungiert, also wenn sie positive Bestätigung für erfolgreich erbrachte Leistungen erhalten. Die Mitarbeiter sehen es als motivierend, wenn ihre Bedürfnisbefriedigung (beispielsweise das Lob der Führungskraft) an ihre Leistung gebunden ist. Die Führungskraft vereinfacht, unterstützt und belohnt effektive Leistungen.

### Führungsstile der Weg-Ziel-Theorie
Die Weg-Ziel-Theorie besteht aus ergebnisorientiertem, direktivem, partizipativem, und unterstützendem Verhalten der Führungskräfte:
- Das direktive Weg-Ziel klärende Führungsverhalten bezieht sich auf Situationen, in denen die Führungskraft die Mitarbeiter wissen lässt, was von ihnen erwartet wird und ihnen erklärt, wie sie ihre Aufgaben erledigen sollen. Die Weg-Ziel-Theorie besagt, dass dieses Führungsverhalten den größten positiven Effekt erzielt, wenn die Rolle und die Aufgaben der Mitarbeiter vielschichtig und intrinsisch erfüllend sind.[11] Diese Art der Mitarbeiterführung eignet sich besonders gut für noch eher unerfahrene Mitarbeiter die noch viel Kontrolle von und Unterstützung durch die Führungskraft brauchen.[12]
- Das ergebnisorientierte Führungsverhalten bezieht sich auf Situationen, in denen die Führungskraft herausfordernde Ziele für die Mitarbeiter setzt, erwartet, dass diese die Anforderungen bestmöglich erfüllen, und Vertrauen, in die Fähigkeiten der Mitarbeiter die Erwartungen zu erfüllen, zeigt.[11] Berufe, in denen Ergebnisorientiertheit besonders vorherrscht, sind technische Berufe, Verkäufer, Ingenieure und Unternehmer.[7] Besonders Mitarbeiter die selbstständig arbeiten und über hohe Problemlösungskompetenzen verfügen können von diesem Führungsstil profitieren.[12]
- Das partizipative Führungsverhalten bezieht sich darauf, dass die Führungskräfte sich mit ihren Mitarbeitern absprechen und diese um ihre Vorschläge bitten, bevor sie eine arbeitstechnische Entscheidung treffen. Dieses Führungsverhalten ist vorherrschend, wenn Mitarbeiter stark persönlich in ihre Arbeit involviert sind.[7] Von diesem Führungsstil kann profitiert werden, wenn die Mitarbeiter ein hohes Maß an Fachwissen oder Expertise mitbringen.[12]
- Das unterstützende Führungsverhalten bezieht sich auf die Zufriedenstellung der Bedürfnisse und Vorlieben der Mitarbeiter.[11] Die Führungskraft zeigt, dass sie sich für das psychologische Wohlbefinden der Mitarbeiter interessiert. Dieses Führungsverhalten wird besonders in Situationen gebraucht, in denen Aufgaben der Mitarbeiter psychologisch gesehen anstrengend sind.[7] Dieser Führungsstil ist besonders wirksam, wenn die Mitarbeiter einen Motivationsschub oder mehr Selbstvertrauen brauchen könnten.[12]

### Zufälligkeitsvariablen der Weg-Ziel-Theorie
Die Weg-Ziel-Theorie nimmt an, dass Führungskräfte flexibel sind und ihren Führungsstil je nach Situation verändern können. Die Theorie schlägt zwei Zufälligkeitsvariablen vor, welche die Beziehung zwischen Führungsverhalten und Ergebnis beeinflussen: die Umwelt und den Mitarbeitercharakter. Die Umwelt ist außerhalb der Kontrolle der Aufgabenstruktur der Mitarbeiter, des Autoritätssystems und der Arbeitergruppe. Umweltfaktoren bestimmen die Art des Führungsverhaltens, welches benötigt wird, um die Ergebnisse der Mitarbeiter zu maximieren. Mitarbeitercharakter ist der Ort der Erfahrung und der wahrgenommenen Fähigkeiten. Persönliche Charakteristiken der Mitarbeiter bestimmen, wie die Umwelt und die Führungskraft wahrgenommen werden.

### Sonstiges
- Effektive Führungskräfte verdeutlichen wie Ziele durch die Verminderung von Blockaden und möglichen Fallen erreicht werden können.[5] Untersuchungen zeigen, dass Mitarbeiterleistung und Mitarbeiterzufriedenheit positiv beeinflusst werden können, wenn Führungskräfte Unzulänglichkeiten im Mitarbeiter- oder Arbeitsfeld kompensieren.[13]
- Robert House, einer der Begründer der Weg-Ziel-Theorie, und John Antonakis, ein bekannter Führungsforscher, folgerten, dass aufgrund der aufgabenorientierten Elemente der Weg-Ziel-Theorie, diese auch als eine Form der instrumentellen Führung gesehen werden kann.[5]
- Laut Peter Northouse ist die Weg-Ziel-Theorie nützlich, da sie die Führungskräfte daran erinnert, dass ihre zentrale Rolle als Anführer darin besteht, die anderen Mitarbeiter bei der Definition und dem Erreichen ihrer Ziele effizient zu unterstützen.[14]

## Kritik
Die Weg-Ziel-Theorie ist ein noch weniger bekanntes Modell der Führung. Sie bietet viele Vorteile, dennoch wird sie aufgrund ihrer Nachteile auch kritisiert.

### Vorteile der Weg-Ziel-Theorie
- Die Weg-Ziel-Theorie war und ist Vorreiter auf ihrem Gebiet. House bringt mit dieser Theorie zuvor noch nie gesehene Ansätze für Führungsstile zum Vorschein. Der ergebnisorientierte, direktive, partizipative oder unterstützende Führungsstil soll den Führungskräften helfen, besser mit ihren Mitarbeitern zusammenzuarbeiten.
- Die Weg-Ziel-Theorie erinnert Führungskräfte daran, dass es wichtig ist, ihre Mitarbeiter beim Erreichen ihrer Ziele zu unterstützen.[15]
- Die Weg-Ziel-Theorie verbindet die Grundsätze der Erwartungstheorie mit den Grundsätzen der Führung.[16]
- Da die Weg-Ziel-Theorie Abstand vom Benutzen extrinsischer Belohnungen nimmt, hofft man dadurch eine wertorientierte Führung herzustellen.[17]
- Die Weg-Ziel-Theorie ist sehr praxisorientiert und lässt sich zu großen Teilen einfach in der Praxis anwenden. Besonders die unterschiedlichen Arten von Führungsstilen sind in der Praxis nicht nur hilfreich, sondern auch notwendig. Eine gute Führungskraft muss flexibel genug sein um die unterschiedlichen Führungsstile angemessen auf Situationen anwenden zu können.[16]

### Nachteile der Weg-Ziel-Theorie
Im heutigen Stand der Weg-Ziel-Theorie wird sie kritisch betrachtet. Vor allem die folgenden Punkte werden an der Weg-Ziel-Theorie als Nachteile gesehen und kritisiert:
- Die benötigte empirische Evidenz, um die Weg-Ziel-Theorie zu belegen, ist aufgrund von empirischen Studien, die bestenfalls Teile der Theorie unterstützen, unzureichend. Die Aussagen der Weg-Ziel-Theorie müssen zu einem großen Teil noch belegt werden, daher können bislang noch keine weitreichenden Schlüsse aus dieser Theorie gezogen werden.[16]
- Manche Verhaltensmuster, die Führungskräfte an den Tag legen können, sind mit den Führungsstilen der Weg-Ziel-Theorie nicht zwingend erklärbar. Weiters können die Auswirkungen, welche die jeweiligen Führungsstile auf die Zufriedenheit und Erwartungen der Mitarbeiter haben, nicht ausreichend durch die ursprünglichen Führungsstile erklärt werden.[11]
- Die Weg-Ziel-Theorie kann bisher die Verbindung zwischen dem Verhalten der Führungskräfte und der Motivation der Arbeitskräfte noch nicht ausreichend erklären. Obwohl die Weg-Ziel-Theorie eigentlich Grundsätze der Erwartungstheorie beinhaltet, so erklärt sie jedoch nicht, wie die Mitarbeiterführung mit diesen Grundsätzen zusammenhängt. Beispielsweise ist unklar, wie das direktive Führungsverhalten bei vielseitigen Aufgaben die Motivation der Mitarbeiter steigern soll.[16]
- Die Theorie besagt, dass nicht alle Führungsstile der Weg-Ziel-Theorie in jeder Situation angewendet werden können, daher ist es schwierig die Theorie passend auf Mitarbeiter anzuwenden.[15]
- Die Verteilung der Verantwortung in der Weg-Ziel-Theorie ist sehr ungleichmäßig. Den Führungskräften wird in dieser Theorie ein sehr hohes Maß an Verantwortung zugeschoben, wohingegen den Mitarbeitern und untergeordneten Arbeitskräften ein Teil ihrer Eigenverantwortlichkeit entzogen wird. Dies führt dazu, dass die eben genannten stärker von ihren Führungskräften abhängig sind, des Weiteren aber auch, dass die Führungskräfte für eventuelle Fehler außerhalb ihres eigentlichen Aufgabenbereiches verantwortlich gemacht werden können.[16]
- Es wird ein unglaublich hohes Maß an Flexibilität seitens der Führungskräfte erwartet, welches in der Praxis nahezu unmöglich zu erfüllen ist.[16]

Obwohl die Weg-Ziel Theorie viele Vorteile bergen mag, ist sie dennoch bisher nicht ausgereift genug um als vollkommene Theorie der Arbeitspsychologie gesehen zu werden. Jedoch bietet die Theorie Führungskräften einen guten Leitfaden wann sie ergebnisorientiertes, direktives, partizipatives, oder unterstützendes Verhalten an den Tag legen sollen. Dies ist allerdings auch mit Vorsicht zu genießen, da die Weg-Ziel-Theorie zwar in einem kontextuellen Rahmen gut standhält, aber sich in ihrem Umfang nicht mit den neuesten Fortschritten auf dem Gebiet der Führungstheorien messen kann.